# Alcira Gil
Alcira Gil Dresser (Medellín Antioquia, 10 de agosto de 1958) es una actriz colombiana que ha participado en varias telenovelas colombianas y estadounidenses.

## Carrera
Alcira Gil nació en Colombia el 1958. Comenzó su carrera como modelo, en su ciudad natal Medellín. Luego viajó a Bogotá, participando en diversas obras teatrales y novelas para la televisión.
Desde el año 2003, ha participado en telenovelas de Estados Unidos, como Prisionera, Tierra de Pasiones y El rostro de Analía. Además ha participado en obras de ese país como Baño de damas.

## Filmografía

### Telenovelas
| 2013 | El día de la suerte                  | Doña Esther Tulia Vda. de Cadavid |
| 2011 | Mi corazón insiste... en Lola Volcán | Carmen Mirabal                    |
| 2010 | Perro amor                           | Lydia                             |
| 2008 | El rostro de Analía                  | Antonia Valdez                    |
| 2007 | Pecados ajenos                       | Amanda                            |
| 2006 | Tierra de pasiones                   | Doña Zoraida de Domínguez         |
| 2005 | El cuerpo del deseo                  | Doña Lilia                        |
| 2004 | Prisionera                           | Otilia                            |
| 1999 | Francisco el Matemático              | Esperanza                         |
| 1999 | Me llaman Lolita                     | Pureza                            |
| 1998 | La madre                             | Helena                            |
| 1996 | Guajira                              | Genoveva                          |
| 1995 | Sabor a limón                        | Beatriz                           |
| 1995 | Victoria                             | Nadime                            |

### Series
| 2006 | Seguro y urgente | Lía Irureta/ Lila Irurieta                                      |
| 2007 | Decisiones       | Episodios "Eterna juventud" y "Marcada para siempre" como Reyna |
| 2003 | Los Teens        |                                                                 |

### Cine
| 2007 | Balkanski Sindrom | Susan |